# Penske PC1

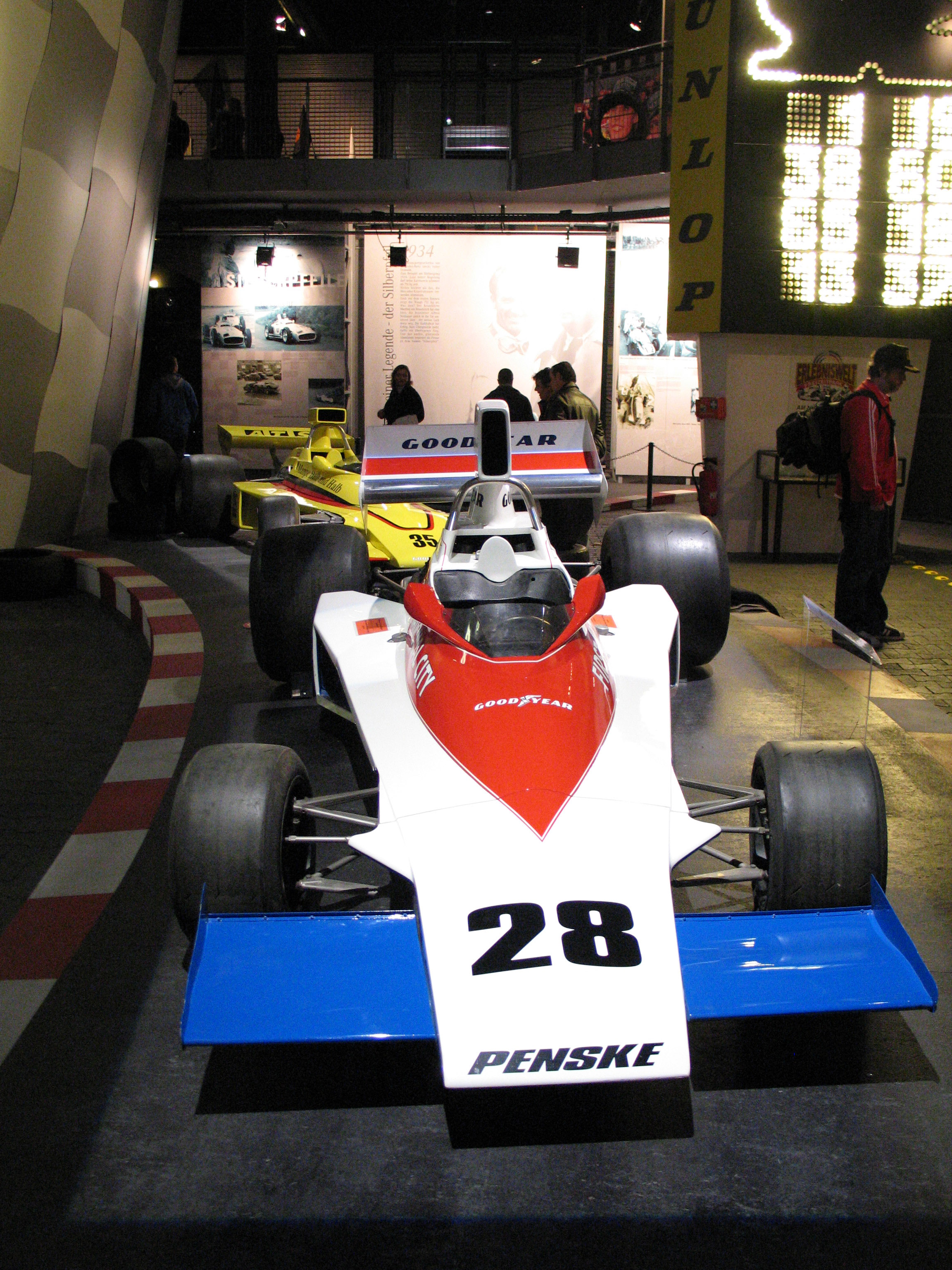
Penske PC1

Der Penske PC1 wurde von Penske Racing 1974 und 1975 in der Formel-1-Weltmeisterschaft eingesetzt.
Der PC1 war er der erste Penske-Rennwagen in der Formel 1. Der von Chassis-Designer Geoff Ferris entworfene Wagen, der 1974 beim Großen Preis von Kanada mit Mark Donohue am Steuer sein Renndebüt gab, hatte eine extreme Keilform, seitliche Kühler und eine konventionelle Aufhängung. Angetrieben wurde das Fahrzeug von einem Cosworth-V8-Motor, das Getriebe kam von Hewland und die Reifen von Goodyear.
Der PC1 war kaum konkurrenzfähig und zeigte dem Penske-Team, dass der Einstieg in die Formel 1 schwieriger war als gedacht. Auch Adaptionen an der Spurbreite und den Aufhängungen verbesserte die Performance des Wagens nicht. Die gesamte Saison 1975 mühte sich Donohue mit dem Boliden. Ein fünfter Rang beim Großen Preis von Schweden konnte über die Schwächen des Rennwagens nicht hinwegtäuschen. Nach dem Großen Preis von Frankreich wurde der PC1 zunächst durch einen Kunden-March ersetzt. Lediglich beim Großen Preis der USA kam der Wagen noch einmal mit Pilot John Watson zum Einsatz, bevor er schließlich ab 1976 durch den PC3 ersetzt wurde.